# De-Gerlache-Seamounts
Die De-Gerlache-Seamounts sind Tiefseeberge im Südlichen Ozean etwa 450 km nördlich der Bellingshausensee.
Sie befinden sich etwa 400 km nördlich der Peter-I.-Insel, mit der sie durch die Bellingshausen-Schwereanomalie verbunden sind, die von der Küste Westantarktikas nordwärts bis 62° südlicher Breite verläuft.
Die beiden höchsten Berge der De-Gerlache-Seamounts sind der Belgica- und der Lecointe-Guyot, deren flache Gipfelplateaus von 600 bzw. 200 km² Fläche zwischen 350 und 600 m unter dem Meeresspiegel liegen. Sie sind die südlichsten bekannten Guyots. Gesteinsproben, die am Belgica-Guyot gesammelt wurden, haben ein Alter von 20 bis 23 Millionen Jahren.
Die De-Gerlache-Seamounts wurden 1970 auf der 42. Fahrt des Vermessungsschiffs USNS Eltanin entdeckt. 1995 wurden sie von der Besatzung des deutschen Forschungsschiffs Polarstern systematisch untersucht. Namensgeber ist seit 1988 Adrien de Gerlache de Gomery, der Leiter der Belgica-Expedition (1897–1899) in die Antarktis.